# Flughafen Kansai

i7
i11
i13
Der Internationale Flughafen Kansai (japanisch 関西国際空港 Kansai Kokusai Kūkō, englisch Kansai International Airport, kurz 関空 Kankū, IATA-Code: KIX, ICAO-Code: RJBB) ist ein japanischer Verkehrsflughafen in Izumisano (Region Kinki) in Japan. Er liegt in der Präfektur Osaka, fünf Kilometer vor der Küste auf einer künstlichen Insel im Meer. Er bedient das Ballungsgebiet Kansai um die größte Stadt Osaka vor allem mit internationalen Flügen.
Der Flughafen Kansai wurde als 24h-Flughafen mit zwei Landebahnen konzipiert, doch blieb die Auslastung aufgrund der Wirtschaftsflaute nach der Bubble Economy auch im zwölften Jahr des Betriebs unter der Grenze zur Rentabilität. Den ehrgeizigen Plan eines Luftfahrt-Drehkreuzes in Ostasien in Konkurrenz zum Flughafen Incheon in Seoul hat der Flughafen bisher kaum realisieren können.
Erst im August 2007 wurde in abgespeckter Form, zunächst ohne Terminal, der zweite Abschnitt der Neulandgewinnung mit einer zweiten Landebahn fertiggestellt. Seit 2006 erwuchs dem Kansai-Flughafen mit dem neuen Flughafen Kōbe zusätzlich zum Flughafen Osaka-Itami ein weiterer Konkurrent für den Inlandsverkehr, bis sich die drei Flughäfen im April 2018 zusammenschlossen und fortan vom gemeinsamen Betreiber „Kansai Airports“ (関西エアポート, Kansai Eapōto) verwaltet werden.
Das geschwungene Terminalgebäude entlang der Start- und Landebahn wurde von Renzo Piano entworfen.
Administrativ gehört die Flughafeninsel dreigeteilt zu den Gemeinden Izumisano (Nordteil), Tajiri (Mittelteil) und Sennan (Südteil).

## Geschichte
Als die Kansai-Region in den 1960er Jahren gegenüber Tokio rapide, vor allem im Handel, Wettbewerbskraft verlor, schlugen Planer einen neuen Flughafen in der Nähe von Kobe und Osaka vor. Ursprünglich bediente der Flughafen Itami die Region mit internationalen Flugverbindungen. Da er sich in den dicht besiedelten Vororten Itami und Toyonaka befindet und von Gebäuden umgeben ist, konnte er nicht erweitert werden. Außerdem hatten viele der Anwohner wegen der hohen Lärmbelastung Beschwerden eingereicht.
Nach den langen und zum Teil heftigen Protesten beim Neubau des New Tokyo International Airports auf enteignetem Land in einem ländlichen Teil der Präfektur Chiba entschieden sich die Planer, den neuen Flughafen vor der Küste zu bauen. Der neue Flughafen war Teil einer Reihe von neuen Entwicklungen zur Wiederbelebung von Osaka, das den größten Teil des Jahrhunderts vieles von seiner wirtschaftlichen und kulturellen Bedeutung an Tokio verloren hatte.
Ursprünglich sollte der Flughafen in der Nähe von Kobe gebaut werden, aber die Stadt Kobe lehnte den Plan ab, so dass der Flughafen an einen südlicheren Standort an der Osaka-Bucht verlegt wurde. Dort konnte er, im Gegensatz zu seinem Vorgänger in der Stadt, 24 Stunden am Tag geöffnet sein.

## Bau

### Bodenbeschaffenheit und Baugrundvorbereitung

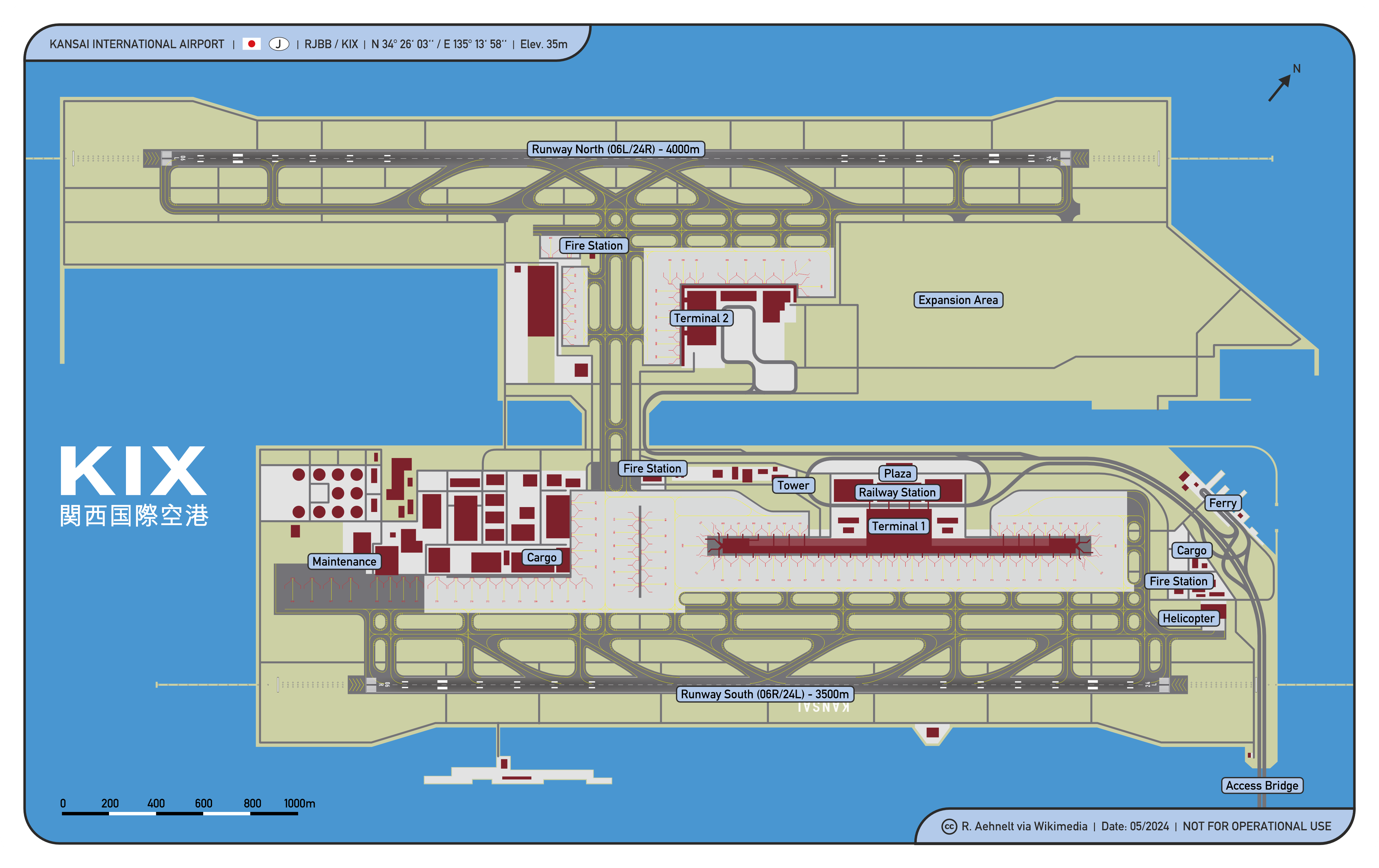
Flughafen-Karte

Als Grundlage für das Flughafenareal wurde eine künstliche Insel von 4 km Länge und 2,5 km Breite vorgeschlagen. Die Ingenieure mussten auch den Risiken von Taifunen mit Sturmfluten von bis zu 3 m und Erdbeben Rechnung tragen.
In den Meeresboden wurden 65 bis zu 400 m tiefe Löcher gebohrt, um die Bodenbeschaffenheit zu untersuchen. Dabei stellte sich heraus, dass der Baugrund aus einer bis zu 20 m dicken alluvialen Tonschicht, gefolgt von einer bis zu 140 m mächtigen diluvialen Tonschicht, besteht. Die erste Schicht stellte sich wegen ihrer gallertartigen Konsistenz als problematisch heraus, während die zweite Bodenschicht als weniger komprimierbar durch Setzung angesehen wurde. Allerdings war diese zweite Bodenschicht weniger homogen als die erste, da sie großflächig von Sand- und Kiesschichten durchzogen war. Eine tragfähiger Boden, der den hohen Lasten widerstanden hätte, wurde erst in einer Tiefe von über 160 m gefunden.
Ton besteht überwiegend aus Tonmineralien, die gut Wasser aufnehmen können. Unter Last wird das Wasser aus dem Ton gepresst und der Boden wird komprimiert. Man rechnete damit, dass sich die diluviale Tonschicht in 50 Jahren um bis zu 6,5 m setzen würde, während die zweite Tonschicht lediglich um 1,5 m komprimiert würde. Um einen ausreichenden Schutz vor den in der Region häufig auftretenden Taifunen zu gewährleisten, sollte die Insel mindestens 4 m aus dem Wasser ragen. Wegen der kalkulierten Setzung musste die Insel also um 8 zusätzliche Meter aufgeschüttet werden.
Da Setzungsprozesse in einem Tonboden sehr langsam ablaufen – man rechnete mit Jahren oder Jahrzehnten –, musste der Prozess beschleunigt werden. Hierzu wurde zunächst auf dem Meeresboden eine dünne Sandschicht aufgebracht. Anschließend wurden 1 Million Löcher gebohrt und mit Sand verfüllt. Durch den Druck wurde dann das im Ton befindliche Wasser in die Sand-Drainagen und anschließend ins Meer gepresst. So konnte der Setzungsprozess stark beschleunigt werden und bereits nach einigen Monaten zeigten sich starke Bodenkompressionen und man konnte mit den Bauarbeiten beginnen.
Da vor allem die zweite diluviale Tonschicht sehr inhomogen war, traten die Setzungen sehr unregelmäßig und stärker als kalkuliert auf. Dadurch wurde eine zusätzliche Aufschüttung notwendig. Anstatt der ursprünglichen 8 m plus 4 m sollte die Insel nun auf 11 m plus 4 m über dem Meeresspiegel aufgeschüttet werden. Als Ursache für die Fehlplanung werden zu optimistische Annahmen hinsichtlich des Setzungsverhaltens der zweiten Tonschicht angesehen, da man die Zwischenschichten aus Sand und Kies bei den Berechnungen außen vor ließ.

### Aufschütten der Insel
Die Bauarbeiten begannen im Jahr 1987. Die Ufermauer aus Felsen und 40 000 Tetrapoden wurde 1989 fertiggestellt. Die Wassertiefe im Bereich der künstlichen Insel beträgt 18 m.
Für die 511 Hektar große Insel I wurden 180 Mio. m³ Füllmaterial verwendet, bei der 545 Hektar großen Insel II waren es 250 Millionen m³. Die Brücke, die die Flughafeninsel mit dem Festland verbindet, kostete umgerechnet 1 Milliarde US-Dollar und wurde 1990 fertiggestellt. Durch die Fertigstellung der künstlichen Insel vergrößerte sich die Fläche der Präfektur Osaka gerade so weit, dass statt ihrer die Präfektur Kagawa die kleinste Präfektur Japans ist.
Die Flughafen-Insel ist rund 4 km lang und 1,2 km breit und wurde mit 430 Millionen m³ Lehm aufgeschüttet. Der Bau kostete rund 20 Milliarden US$.

### Eröffnung und Betrieb

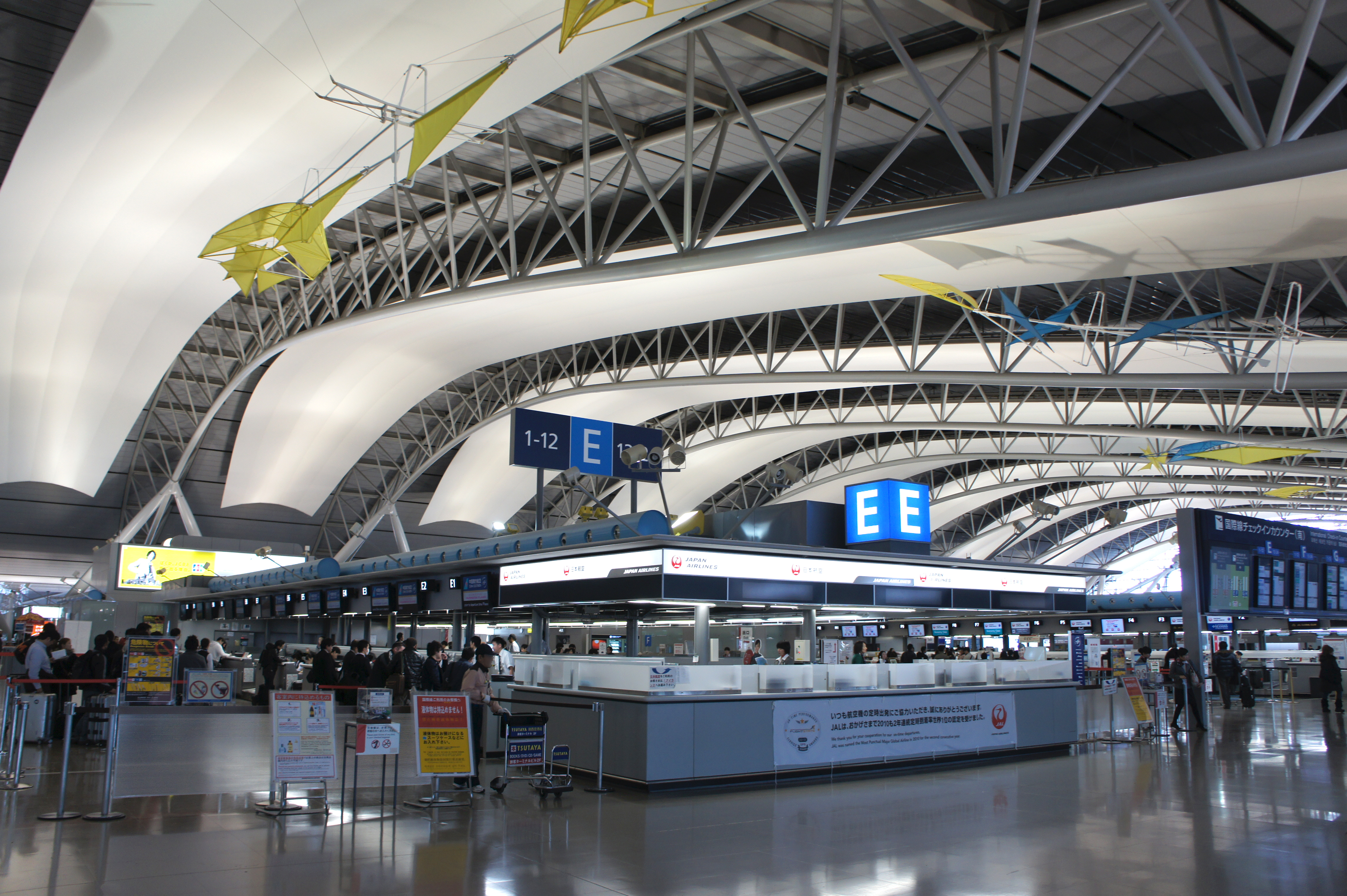
Innenansicht des geschwungenen Dachs von Terminal 1 im Check-In-Bereich

Der durch den Architekten Renzo Piano geplante Flughafen wurde am 4. September 1994 eröffnet. Seine erste Bewährungsprobe beim großen Hanshin-Erdbeben 1995 überstand der Flughafen Kansai ohne Probleme.
Der Flughafen komprimiert den Untergrund und sinkt immer langsamer ab, von 1994 bis 1995 waren es 48 cm pro Jahr, 2006 nach 2007 waren nur noch 7 cm pro Jahr und 2014/2015 7 cm. Da man auf der Insel das damals mit 1600 m längste Gebäude der Welt errichten wollte, wurden für die unterschiedlichen Setzungen Ausgleichsmaßnahmen an den Pfeilern vorgesehen. Das Absinken sollte sich in den nächsten Jahren weiter verlangsamen und schließlich aufhören. Die Konstrukteure haben ausgeklügelte Korrektursysteme entwickelt, um die Landebahnen und die Gebäude trotzdem völlig eben und auf gleicher Höhe zu halten. Die Treibstoffverbindungsrohre passen sich an unterschiedliche Höhen elastisch an. 
Trotz dieser aufwändigen technischen Lösungen stellt das unerwartet starke und inhomogene Absinken des Untergrunds auch noch 2024 ein erhebliches Problem für den gesicherten Betrieb des Flughafens über die nächsten Jahrzehnte dar. Prognosen zufolge würde ohne Gegenmaßnahmen der Flughafen bis 2050 unter den Meeresspiegel sinken.
Japans erstes spezielles Terminal ausschließlich für Billigfluggesellschaften nahm am 28. Oktober 2012 den Betrieb auf. Die neue Anlage am Flughafen Kansai dient unter anderem als Basis für Peach Aviation. In dem neuen Terminal können 4 Millionen Passagiere im Jahr abgefertigt werden.
Die Brücke zum „Festland“ nahm am 4. September 2018 Schaden, als der Tanker Hōun Maru (宝運丸) durch den Taifun „Jebi“ (Taifun Nr. 21 des Jahres 2018), der japanweit 14 Todesopfer forderte (davon 8 in der Präfektur Osaka), von seinem Ankerplatz abgetrieben wurde und mit der Brücke kollidierte. Unter den 11 Besatzungsmitgliedern des Tankers gab es keine Verletzten. Der Flughafen wurde während des Sturms wegen Überflutung geschlossen. Die Kollision unterbrach zusätzlich die Straßen- und Bahnverbindung des Flughafens, der samt den 3000 Reisenden im Flughafen von der Außenwelt abgeschnitten wurde. Die Reisenden wurden am  5. September 2018 mit  Fähren zum Festland befördert, da der Flugverkehr erst am 7. September wieder teilweise aufgenommen werden konnte.

## Verkehrsanbindung
Mit der zum Kernland Japans gehörenden Insel Honshū wird der Flughafen durch eine zweistöckige Brücke für den Bahn- und Autoverkehr verbunden.

### Bahn (JR, Nankai)
- Tennōji, Osaka: 30 Minuten (JR – Sonderexpress); 45 Minuten (JR)
- Kyōto: 75 Minuten (JR)
- Namba, Osaka: 30 Minuten (Nankai – Sonderexpress); 42 Minuten (Nankai)

### Busse
- Umeda, Osaka: 55 Minuten
- Kyōto: 100 Minuten
- Kōbe: 65 Minuten
- Nara: 85 Minuten
- Flughafen Osaka-Itami: 70 Minuten

## Fluggesellschaften und Ziele
Von Kansai aus werden Verbindungen zu inländischen Flugzielen sowie solchen in Asien, Europa, Nordamerika und Australien angeboten. Im deutschsprachigen Raum wird München angeflogen. (Stand: Oktober 2023)